# Абрам, Энни
Энни Абрам (англ. Annie Abram, 1869, Клеркенвелл, Большой Лондон — 1930, Aldrington, Восточный Суссекс) — британский историк, исследовательница средневековья. В 1911 году она стала членом Королевского исторического общества.

## Жизнь
Абрам родилась в Кларкенуэлле в 1869 году, вскоре после этого умерла её мать.
Абрам отправилась учиться и получить стажировку в Гёртон-колледже в Кембридже под руководством Уильяма Каннингема и Эллен Макартур. Поскольку она была женщиной, ей было отказано в получении Кембриджской степени. Далее она отправилась учиться в Дублин, где в 1906 году получила учёную степень, а в 1909 году — докторскую степень в Лондонской школе экономики.
Она продолжала преподавать в колледжах Гёртон и Вестфилд и, возможно, помогала в юридической издательской фирме своего отца в Лондоне.
Абрам умерла незамужней в Олдрингтоне в 1930 году. Некоторые из её работ находятся в её альма-матер.

## Книги
Её первая книга была опубликована в 1909 году и называлась «Влияние экономических изменений на социальную жизнь в Англии в пятнадцатом веке».
Позже в 1913 году она опубликовала свою вторую книгу «Социальная жизнь в Англии в пятнадцатом веке», в которой в качестве источника частично использовались мизерикордии.
В 1919 году она опубликовала свою третью и последнюю книгу «Английская жизнь и нравы в позднем средневековье», в которой обобщает средневековое общество на основе собственного исследования первоисточников. Книга охватывает период с начала Чёрной смерти, начавшейся в 1348 году, и охватывает весь XV век.